# Sara Yorke Stevenson
Sara Yorke Stevenson, född 19 februari 1847 i Paris, död 14 november 1921, var en amerikansk egyptolog och museiintendent.

## Biografi

### Barndom och tidiga liv
Sara Yorke Stevensons föräldrar hette Edward Yorke  och Sarah Hanna Yorke, De gifte sig i New Orleans, Louisiana 1834 och flyttade till Paris under 1840-talet. De kom båda från burgna familjer. Hennes mors familj ägde en stor bomullsplantage och hennes far var en bomullsmäklare.
Edward Yorke föddes i Philadelphia och flyttade till New Orleans för att representera advokatbyrån Yorke & Macalister. I Louisiana var han involverad i upprättandet av det offentliga skolsystemet i New Orleans. Han blev intresserad av affärsprojekt, inklusive upprättande av ett gasverk i Paris, och en järnväg i Tehuantepec. 

### Frankrike
Sara Letitia Yorke föddes på Rue de Courcelles i Paris den 19 februari 1847. Saras föräldrar flyttade tillbaka till USA när hon var tio och lämnade sina döttrar på en internatskola i Frankrike. Sara Yorke bodde i Paris från 1858 till 1862 med  M. Achille Jubinal  som förmyndare. Han inspirerade Stevensons intresse för arkeologi och egyptologi. Under denna år träffade hon hertigen av Morny, halvbror till Napoleon och framstående figur i den franska interventionen i Mexiko, en konflikt som hon snart skulle bli djupare bekant med och berörd av. 1862 lämnade Sara Frankrike och reste till Mexiko sjövägen, om vilket hon skrev:
"Det fanns bara fyrtio passagerare ombord, och jämförelsevis lite av den livaktighet som vanligtvis föregår på en utgående havsångare. Jag hittade utan svårighet den franske bankiren och hans mexikanska hustru som vänligen hade samtyckt till att vara förkläde under min ensamma resa; och jag upptäckte snart att hon och jag var de enda kvinnliga passagerarna ombord."

### Mexiko
Efter mordet på Saras bror Ogden flyttade familjen Yorke 1862 till Tacubaya, en förort till Mexico City. Väl i Mexiko deltog Sara Stevensson i många mottagningar hos den nya kejsarinnan av Mexiko, Charlotte av Belgien, och hennes make Maximilian. Stevensons förstahands beskrivningar av det mexikanska imperiet i Mexico: A Woman's Reminiscences of the French Intervention 1862-1867 som gavs ut i New York, 1899, gav senare historiker djupa insikter om hovlivet vid den tiden. C.M. Mayo kommenterade denna bok med att det var den "mest klarsynta, informerade och balanserade ... av alla engelskspråkiga memoarer från det andra imperiet/franska interventionen. Sara Yorke Stevenson och hennes mor, Sarah Hanna Yorke, förekommer i Mayos roman: Den siste prinsen av det amerikanska imperiet.

## Philadelphia

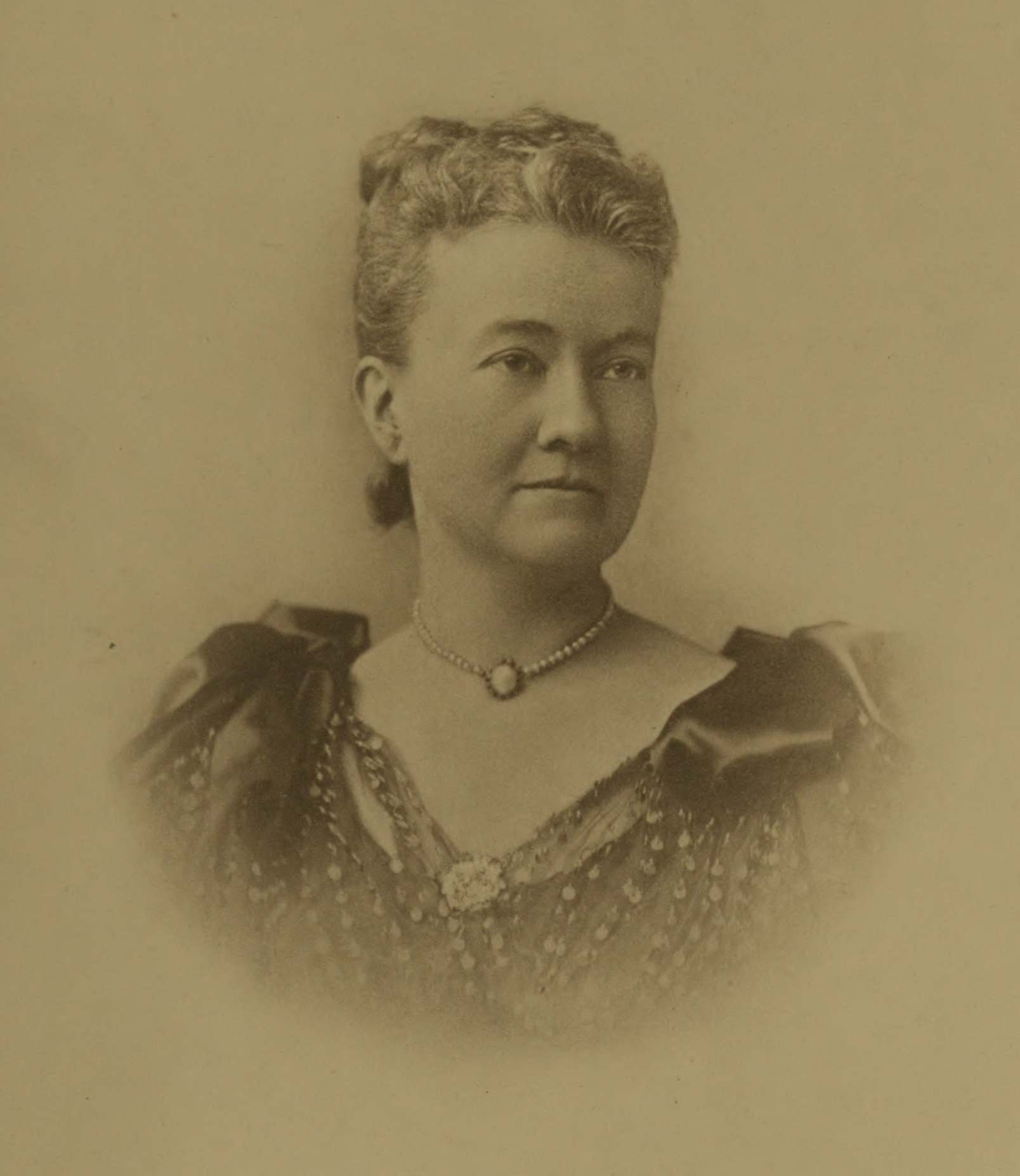
Tidigt porträtt av Sara Yorke Stevenson

År 1867 lämnade familjen Yorke Mexiko på grund av mexikanska revolutionen mot Maximilian och begav sig till Vermont. 1868 dog fadern Edward Yorke och Sara Yorke flyttade till släktingar i Philadelphia. Där träffade hon den förmögne advokaten Cornelius Stevenson som hon gifte om sig med. Genom det sociala livet kom Sara Stevenson i kontakt med en grupp intellektuella kring Horace Howard Furness och Silas Weir Mitchell. Bland medlemmarna i Furness och Mitchells umgänge fanns lärare, antropologer, författare, musiker och läkare.
Stevenson blev sedan en av grundarna och styrelseledamot i Archaeological Association of the University of Pennsylvania 1889. Genom hennes engagemang byggdes University of Pennsylvania Museum of Archaeology and Anthropology (Penn Museum). År 1891 valdes Stevenson, William Pepper, Talcott Williams och Joseph Coates ut av Archaeological Association för att etablera en avdelning för arkeologi och paleontologi och för att driva museet. Stevenson var medlem av museets styrelse fram till 1905. Hon var också intendent vid den egyptiska avdelningen och avdelningen för Medelhavsområdet från 1890 till 1905. Det dröjde till 1906 innan en annan kvinna, Gisela M. A. Richter, lyckades nå en liknande position. År 1905 lämnade hon museet efter att assyriologen Hermann Volrath Hilprecht avskedats. Hon började då arbeta för Pennsylvania Museum and School of Industrial Art. Det var där Sara Yorke Stevenson undervisade vid en av de första college-kurserna för blivande museipersonal i USA. Hon blev därmed en av grundarna av museologin.

### Kvinnlig pionjär inom egyptologin

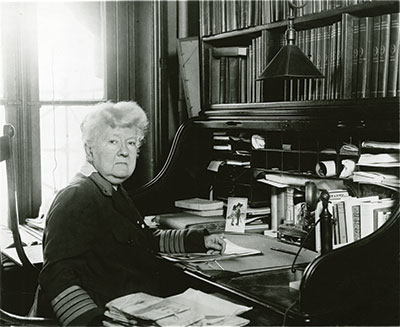
Stevenson på sitt kontor vid Penn Museum

I en upplaga av verket Anthropological Work in America från 1892 beskrevs Stevenson som kanske den enda kvinnliga egyptologen. Hennes föreläsningar om egyptologi väckte stor uppmärksamhet på 1890-talet.  Hon var lärare och mentor för Frederic Ward Putnam. Han grundade sedan institutionen för antropologi vid Harvard University. År 1892 röstade Frederic Ward Putnam för Stevensons utnämning till juryn för World's Columbian Expositions pris inom ämnet etnologi. För att en kvinna skulle kunna väljas in i församlingen var man tvungen att ändra stadgarna. Stevenson utsågs sedan till vice ordförande i juryn. 1894 var Stevenson den första kvinnan som höll en föreläsning på Peabody Museum of Archaeology and Ethnology. Ämnet för hennes föredrag var Egypten i historiens begynnelse. 1898 företog hon en forskningsresa till Egypten. 

### Offentliga uppdrag
Hon hade många uppdrag och var ordförande för Oriental Club of Philadelphia, Contemporary Club och Pennsylvania-avdelningen av Archeological Institute of America. Hon var också grundare och styrelseledamot i American Folk-Lore Society och American Exploration Society. Hon var medlem av Numismatic and Antiquarian Society of Philadelphia och valdes in i American Philosophical Society 1895. Stevenson deltog i mötena med American Association for the Advancement of Science 1884 och blev medlem 1895. Hon var också engagerad i suffragettrörelsen och grundade Equal Franchise Society i Pennsylvania. Hon tjänstgjorde som president fram till 1910 och sedan som förste vicepresident tills det 19:e tillägget till USA:s konstitution trädde i kraft 1920, som skrev in kvinnlig rösträtt i konstitutionen. Som krönikör medverkade Stevenson i lokaltidningen Philadelphia Public Ledger under pseudonymerna Peggy Shippen och Sally Wistar.